# Indische Hockeynationalmannschaft der Damen
Die indische Hockeynationalmannschaft der Damen vertritt Indien auf internationaler Ebene. Innerhalb von drei Jahren gewann Indien drei Goldmedaillen: 2002 (Commonwealth Games), 2003 (Afro-Asiatische Spiele) und 2004 (Hockey Asia Cup).
Aktuell rangiert Indien auf Platz 13 der Welt- und Platz 4 der Asienrangliste.

## Olympische Spiele
- Moskau 1980 – Vierter Platz
- 1984–2012 – nicht qualifiziert
- Rio de Janeiro 2016 – Vorrunde
- Tokio 2020 – Vierter Platz
- 2024 – nicht qualifiziert

## WM
Mandelieu 1974 – Vierte
Utrecht 1998 – Zwölfte
Madrid 2006 – Elfte

## Champions Challenge
2002 – Bronze

## Commonwealth Games
- 1998 – 4. Platz
- 2002 – Gold
- 2006 – Silber
- 2010 – 5. Platz
- 2014 – 5. Platz
- 2018 – 4. Platz
- 2022 – Bronze

## Asien-Spiele
2006 – Bronze
2002 – Vierte
1998 – Silber
1986 – Bronze
1982 – Gold

## Hockey Asia Cup
2007 – Vierte
2004 – Gold
1999 – Silber
1993 – Bronze
1981 – Gold

## Afro-Asiatische Spiele
2004 – Gold